# Jelenič
Jelenič je priimek v Sloveniji, ki ga je po podatkih Statističnega urada Republike Slovenije na dan 1. januarja 2010  uporabljalo 55 oseb in je med vsemi priimki po pogostosti uporabe uvrščen na 7114. mesto.

## Znani slovenski nosilci priimka
- Enej Jelenič (* 1992), nogometaš
- Mirko Jelenič, manager?